# Cluster for Cloud evolution, Climate and Lightning
La mission spatiale C3IEL, (pour Cluster for Cloud evolution, ClimatE and Lightning), est un projet Franco-Israelien. Le lancement est prévu fin 2026-début 2027. Issue d'une collaboration entre les agences spatiales française (CNES) et israelienne (ISA). L'objectif principal de cette mission était l'étude des nuages convectifs tels que les cumulus bourgeonnants et les tours convectives depuis l'espace. Cette mission devait permettre d'obtenir l'enveloppe 3D des nuages convectifs, la vitesse de développement verticale de ces nuages avec une précision de quelques mètres par seconde, le contenu en vapeur d'eau au-dessus et autour de ces nuages, l'activité électrique en lien avec les processus convectifs qui les créent et pour finir, l'organisation spatiale des nuages convectifs de faible extension horizontale.

## Historique
La collaboration entre la France et Israël a débuté le 11 avril 1994 avec la signature d'un accord (CNES-ISA) sur la coopération dans le domaine des sciences et des techniques spatiales.
En 2005, le CNES et l'ISA mettent en place leur premier programme d'observation de la Terre, mission intitulée Vegetation and Environment monitoring on a New Micro-Satellite ou Venµs. 
Après le succès de la mission Venµs (mission toujours en cours, lancement du satellite le 2 août 2017), le CNES et l'ISA décident de poursuivre cette collaboration en créant en 2016 le programme C3IEL pour l'étude des nuages convectifs à haute résolution spatiale et temporelle (telle que « Hector the convector ») depuis l'espace. 
La phase 0 et l'étude R&T de la mission C3IEL s'étendent de 2016 à 2019. La phase A de la mission C3IEL se déroule de 2020 à 2021.

## Contexte général
Malgré les progrès dans la recherche en météorologie ces dernières décennies, de nombreuses incertitudes demeurent sur la compréhension et l'évolution du climat,. L'état des connaissances actuelles montre que les nuages jouent un rôle important dans ces incertitudes de par leur rôle dans les interactions aérosols-nuage mais également dans la circulation atmosphérique globale. Le lien entre les nuages, la circulation globale et la sensibilité climatique (Clouds, Circulation and Climate Sensitivity) ainsi que les liens entre les aérosols, les nuages, la convection et les précipitations font partie aujourd'hui des grands challenges de la recherche sur le climat.

## Caractéristiques techniques de la mission C3IEL
La mission C3IEL devait être composée d'un train de deux ou trois nano satellites synchronisés pour imager une même scène nuageuse d'environ 80 km par 45 km, environ toutes les 20 secondes sur une durée de 200 secondes, sous plusieurs angles d'observations avec une résolution spatiale décamétrique. Les satellites suivront une orbite héliosynchrone, à une altitude fixe, choisie entre 600 km et 700 km, et avec un espacement de 150 km {\displaystyle \pm } 10 km entre eux. Le plan orbital avait été défini pour faire un angle de 22,5 degrés avec la direction centre-terre / Soleil, ce qui signifie que les points sous satellite auraient eu une heure locale de 13 h 30 lors de leur survol (pour la partie « jour » de l'orbite). Dans le cadre de cette mission, AERIS qui intervient dans plusieurs projets d'envergure nationale ou européenne d'observation de la Terre et d'études de l'atmosphère tels que IAGOS, IASI ou encore ACTRIS, avait été choisi par le CNES comme centre français de traitement et de distribution des produits.

## Etude de l'enveloppe 3D et de la vitesse de développement verticale des nuages convectifs

### Contexte et objectifs de la mission CLOUD/C3IEL
Les nuages convectifs grossissent par une succession de cascades turbulentes qui sont le résultat de courants ascendants et descendants dans le nuage et, d'échanges d'air plus ou moins humide entre le nuage et son environnement. Afin d'accéder à une description de ces évolutions rapides et de permettre leurs quantifications, une observation à haute résolution spatiale et temporelle des structures nuageuses est indispensable. Dans ce cadre, les observations des imageurs CLOUD de la mission C3IEL permettront de mieux contraindre le développement des nuages convectifs et ainsi aider la communauté scientifique à améliorer les paramétrisations des nuages dans les modèles physiques de petite et moyenne échelles, les modèles de type LES (Large Eddy Simulations) ainsi que les modèles de prévisions numériques du temps (modèles de type NWP pour Numerical Weather Prediction), avec des comparaisons directes ou statistiques du développement des cellules et tours convectives.

### Instruments et principe de mesure
La partie CLOUD de la mission sera composée d'un imageur visible sur chaque satellite observant à 670 nm. Le principe de mesure de l'imageur CLOUD devait reposer sur une séquence de 11 acquisitions à haute résolution spatiale (20 m au Nadir), chaque acquisition étant constituée d'un doublet ou triplet d'images synchronisées, effectuées toutes les 20 secondes. La détermination des enveloppes nuageuses et la restitution de la vitesse de développement verticale des nuages convectifs s'obtiendra par stéréorestitution, une technique photogrammétrique.

Animation du principe d'observations et d'acquisitions de la mission C^{3}IEL. Simulation d'observations d'une scène nuageuse - Configuration de 3 satellites.

## Étude du contenu en vapeur d'eau au-dessus et autour des nuages convectifs

### Contexte et objectif de la mission WV/C3IEL
Le développement des nuages convectifs dépend de la température et de l'humidité (humidité relative, humidité absolue et humidité spécifique) qui, dans la couche limite atmosphérique (CLA) joue un rôle important dans le développement de la convection. Dans la troposphère libre, l'humidité influe sur le développement dynamique du nuage par les échanges qui existent entre le nuage et son environnement, ces échanges participant à la redistribution de la vapeur d'eau dans l'atmosphère. 
L'humidité influence aussi la dynamique par le couplage au mouvement vertical et les intrusions sèches quasi-horizontale. L'humidité autour et au-dessus des nuages convectifs est donc un paramètre clé dans le processus de développement des nuages convectifs.
De plus, la vapeur d'eau atmosphérique est considérée comme le premier gaz à effet de serre (devant le dioxyde de carbone, le méthane ou l'ozone troposphérique). La vapeur d'eau joue donc un rôle important dans le bilan radiatif terrestre ainsi que dans la libération de chaleur latente lorsque cette dernière va être agrégée par les aérosols (jouant ici le rôle de noyaux de condensation), puis condenser sur ceux-ci pour former des gouttelettes de nuages.
Une meilleure compréhension et connaissance sur la variabilité spatiale et temporelle du contenu en vapeur d'eau dans une atmosphère nuageuse ainsi que sur les interactions de la vapeur d'eau dans l'atmosphère (vapeur d'eau - nuages ou encore vapeur d'eau - rayonnement solaire) permettra à la communauté scientifique de contraindre les modèles numériques (fine résolution) de physique et microphysique des nuages ainsi que les modèles numériques de prévision météorologique.

### Instruments et principe de mesure

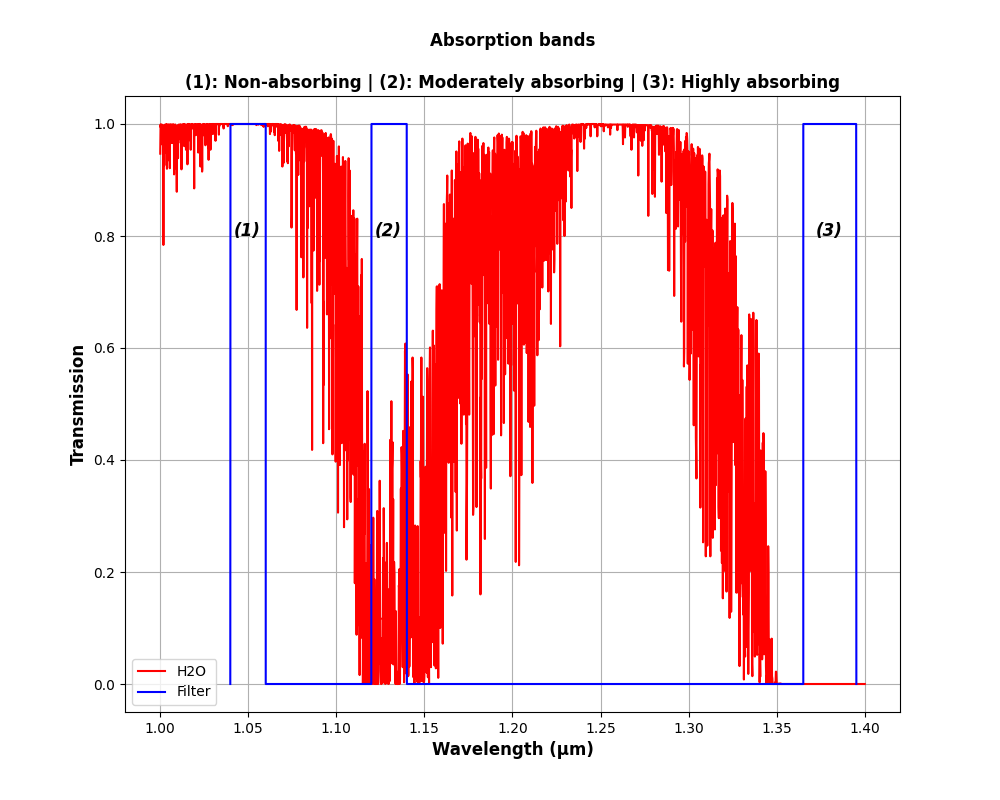
Représentation de la transmission et de trois bandes d'absorption de la vapeur d'eau dans le SWIR pour l'étude de la vapeur d'eau dans le cadre de la mission C^{3}IEL

Pour restituer le contenu en vapeur d'eau au-dessus et autour des nuages convectifs, les satellites seront équipés de trois caméras vapeur d'eau qui effectueront des mesures dans le SWIR, Short-Wavelength Infrared (en français, Infrarouge courte longueur d'onde ou proche infrarouge), une bande non-absorbante centrée en 1,04 µm (WVI), une bande moyennement absorbante pour l'étude en ciel clair ou en ciel nuageux avec des nuages situés en basse troposphère, centrée en 1,13 µm (WVII), et, une bande très absorbante pour l'étude en ciel très nuageux (nuages géométriquement et optiquement épais et/ou situés en haute troposphère), centrée en 1,37 µm (WVIII) pour la restitution du contenu en vapeur d'eau uniquement au-dessus du nuage.
Les caméras vapeur d'eau fourniront des mesures de luminance (ou luminance énergétique) pour les trois bandes d'absorption qui permettront la restitution du contenu intégré en vapeur d'eau en utilisant le principe de la « méthode d'absorption différentielle », cette méthode a déjà fait ses preuves dans d'autres programmes spatiaux tels que la mission POLDER,, ou encore MODIS et, une méthode d'inversion probabiliste basée sur le théorème de Bayes (méthode d'estimation optimale).
Des profils de vapeur d'eau autour des nuages convectifs pourraient aussi également été restitués grâce à une approche tomographique.

## Etude de l'activité électrique liée à ces corps convectifs

### Contexte et objectif de la mission LOIP/C3IEL
La convection profonde est généralement responsable de la formation de cellules orageuses et de larges systèmes convectifs (ouragans par exemple). En cas de convection profonde, la présence de cristaux de glace en altitude peut conduire à l'électrisation du nuage et donc, à la formation d'éclairs. Le rythme de l'activité électrique à l'intérieur du nuage (décharge intra-nuageuse) dépend principalement des mouvements verticaux au sein du nuage et peut donc être considéré comme un bon indicateur de la sévérité des orages. De plus, les éclairs favorisent la production d'oxydes d'azote {\displaystyle {\ce {NOx}}}, qui participe à la formation d'ozone troposphérique.
Malgré de nombreuses campagnes de mesures aéroportées, l'estimation de la production de {\displaystyle {\ce {NOx}}} par les éclairs et son transport dans l'atmosphère génèrent encore aujourd'hui de nombreuses incertitudes.

#### Rappel sur les processus chimiques responsables de la formation d'ozone troposphérique
Dans la troposphère, la source naturelle d'oxygène atomique {\displaystyle {\ce {O'}}} est la photolyse du dioxyde d'azote {\displaystyle {\ce {NO2}}}. La présence du rayonnement solaire et la photolyse du {\displaystyle {\ce {NO2}}} va permettre à l'ozone {\displaystyle {\ce {O3}}} d'être continuellement régénéré (voir les équations chimiques ci-dessous). L'accumulation de l'ozone est provoquée par une oxydation accrue de monoxyde d'azote {\displaystyle {\ce {NO}}} en {\displaystyle {\ce {NO2}}} par d'autres oxydants, conduisant ainsi à un déséquilibre en faveur de la formation de {\displaystyle {\ce {O3}}}.
{\displaystyle {\ce {O2 + CO + NO -> CO2 + NO2}}}{\displaystyle {\ce {NO2 + h\nu -> NO + O'}}}{\displaystyle {\ce {O' + O2 -> O3}}}
Comme indiqué dans le paragraphe précédent, les éclairs contribuent à la formation de {\displaystyle {\ce {NOx}}} (dont le {\displaystyle {\ce {NO2}}}, sa photolyse va permettre la formation d'une molécule d'oxygène atomique {\displaystyle {\ce {O'}}} et donc ensuite formation de {\displaystyle {\ce {O3}}}).

### Instruments et principe de mesure
Les nano-satellites embarqueront en plus des imageurs CLOUD et des trois caméras vapeur d'eau, des détecteurs de foudre. Il y a deux types de détecteurs, un imageur visible et des photomètres. L'imageur permettra de cartographier en 2D, dans le domaine visible pour une longueur d'onde de 777 nm, l'extension des éclairs. Les photomètres permettra de documenter l'évolution temporelle multi longueur d'onde du signal optique émis par les éclairs. 
Ces observations inédites permettront à la communauté scientifique d'avoir une meilleure compréhension des processus de décharges électriques à l'intérieur des nuages convectifs ainsi qu'une meilleure description des phénomènes de convection profonde à l'origine de cellules orageuses. 